# Kurt Waldheim
Kurt Josef Waldheim (Sankt Andrä-Wördern, 21 dicembre 1918 – Vienna, 14 giugno 2007) è stato un politico e diplomatico austriaco.
Militante nelle file del Partito Popolare Austriaco, è stato presidente dell'Austria dal 1986 al 1992. Fu inoltre segretario generale delle Nazioni Unite dal 1972 al 1981.
Dopo il diploma, prestò servizio nell'Esercito federale (Bundesheer) prima di entrare all'Accademia consolare (Konsularakademie) e d'intraprendere gli studi di Giurisprudenza a Vienna. Durante la seconda guerra mondiale combatté nella Wehrmacht sul fronte orientale e nei Balcani; dopo la guerra, accusato dai media di aver preso parte a crimini nazisti, non fu mai processato. Diplomatico a Parigi, all'ONU e a Ottawa, fu ministro degli esteri col cancelliere Josef Klaus (1968-1970).
Ambasciatore d'Austria alle Nazioni Unite dal 1970, divenne segretario generale dell'ONU per due mandati consecutivi (1971-1981). In veste di tale ruolo incise uno dei messaggi di saluto sul Voyager Golden Record, il disco laser lanciato nello spazio nel 1977 sulle sonde Voyager.

## Biografia

### Infanzia e formazione
Waldheim nacque a Sankt Andrä-Wördern, un piccolo paese nei pressi di Vienna il 21 dicembre 1918. Il padre, cattolico, era un ispettore scolastico di origine ceca di nome Watzlawick che modificò il suo nome nell'anno in cui si verificò il crollo dell'Impero austro-ungarico. Waldheim prestò servizio nell'esercito austriaco (1936–37) e frequentò l'Accademia diplomatica di Vienna, ove si laureò nel 1939. Suo padre era un membro attivo del Partito Cristiano Sociale, ma lui stesso non ne fece parte durante gli anni trascorsi all'Accademia.
Tre settimane dopo l'annessione dell'Austria alla Germania, nel 1938, Waldheim si iscrisse alla Lega degli studenti nazional-socialisti di Germania (NSDStB), una divisione del Partito nazista. Poco dopo divenne un membro iscritto dei corpi a cavallo delle SA. Il 19 agosto 1944, sposò Elisabetta Ritschel a Vienna; la loro prima figlia, Lieselotte, nacque l'anno successivo. Seguirono un figlio, Gerhard, e un'altra figlia, Christa.

### Servizio militare nella seconda guerra mondiale
Agli inizi del 1941, Waldheim fu arruolato nella Wehrmacht ed inviato al fronte orientale ove prestò servizio come comandante di plotone. A dicembre dello stesso anno venne ferito ma rientrò in servizio nel 1942. Il suo passato militare nella Wehrmacht dal 1942 al 1945 fu sottoposto a controllo internazionale tra il 1985 e il 1986. Nella sua autobiografia del 1985 egli sostenne che era stato esonerato da ulteriori servizi al fronte e, per il resto della guerra, di aver terminato i suoi studi laureandosi all'Università di Vienna, e sposandosi nel 1944.
Dopo la pubblicazione, emersero documenti e testimonianze, che rivelarono che il servizio militare di Waldheim era continuato fino al 1945, quando egli aveva raggiunto il grado di tenente.

### Servizio in Iugoslavia e in Grecia
Le funzioni di Waldheim all'interno dello staff dell'esercito tedesco Gruppo di Armate E dal 1942 fino al 1945, come accertato dalla Commissione Internazionale di Storici, fu:
- Interprete e ufficiale di collegamento con la 5ª Divisione alpina "Pusteria" (italiana) nell'aprile/maggio 1942, e successivamente,
- Ufficiale O2[6] (comunicazioni) con il Kampfgruppe West in Bosnia in giugno/agosto 1942
- Interprete con lo staff di collegamento alla 9ª Armata italiana a Tirana, ad inizio estate 1942
- Ufficiale O1[6] con lo staff di collegamento con l'11ª Armata italiana e nello staff del Gruppo di Armate del Sud in Grecia, tra luglio e ottobre 1943 e quindi
- Ufficiale O3[6] dello staff del Gruppo di Armate E ad Arksali, Kosovska Mitrovica e Sarajevo da ottobre 1943 a gennaio/febbraio 1945.

Nel 1943, Waldheim prestò servizio come ufficiale dell'ufficio d'ordinanza nel Gruppo di Armate E, che era comandato dal generale Alexander Löhr. Nel 1986 Waldheim affermò di aver prestato servizio solo come interprete e impiegato e di non essere stato a conoscenza né delle rappresaglie contro i civili serbi né dei massacri nelle confinanti province iugoslave. Egli disse che aveva saputo qualcosa di ciò che era successo e di esserne rimasto scandalizzato, ma di non vedere che altro avrebbe potuto fare.
Molto interesse storico si è accentrato sul ruolo di Waldheim nell'Operazione Kozara nel 1942, al comando del generale Friedrich Stahl. Secondo un investigatore del dopoguerra, i prigionieri venivano abitualmente fucilati solo a poche centinaia di metri dall'ufficio di Waldheim, e proprio a 35 km dal campo di concentramento di Jasenovac. Waldheim affermò successivamente di non aver avuto notizia di uccisioni di civili colà.
Il nome di Waldheim compare nella "lista d'onore" della Wehrmacht, di quelli cioè che erano stati responsabili di operazioni militari concluse con successo. Lo Stato Indipendente di Croazia premiò Waldheim con la medaglia d'argento della Corona di Re Zvonimiro con rami di quercia. Decadi dopo, durante le manovre lobbistiche per la sua elezione a Segretario Generale dell'ONU, il Presidente della Iugoslavia Josip Broz Tito, che aveva guidato le forze antinaziste durante la guerra, insignì Waldheim di una delle più alte onorificenze iugoslave.
Waldheim negò di essere stato al corrente dei crimini che venivano compiuti in Bosnia nel corso delle battaglie tra i nazisti ed i partigiani di Tito nel 1943. Secondo Eli Rosenbaum, nel 1944, Waldheim revisionò ed approvò un pacco di volantini di propaganda antisemita da lanciare dietro le linee sovietiche, su uno dei quali si leggeva: «Basta con la guerra degli ebrei, ammazza gli ebrei, passa dalla nostra parte».
Nel 1945 Waldheim si arrese alla forze armate britanniche in Carinzia e disse che egli aveva lasciato il posto di comando del Gruppo di Armate E, nel quale prestava servizio per il generale Löhr, che stava cercando di raggiungere un accordo particolare con gli inglesi.

### Carriera diplomatica
Waldheim entrò nel Servizio diplomatico austriaco nel 1945, dopo aver terminato i suoi studi presso l'Università di Vienna. Egli prestò servizio come Primo Segretario della Legazione austriaca a Parigi dal 1948, e presso il Ministero degli Esteri austriaco a Vienna dal 1951 al 1956, anno in cui fu nominato ambasciatore in Canada, ove rimase fino al 1960, dopo di che divenne, nel 1964, Rappresentante permanente dell'Austria presso le Nazioni Unite. Nel 1968 divenne Ministro Federale degli Affari Esteri in Austria, essendo membro del Partito Popolare Austriaco; rimase nella carica per due anni, dopo di che tornò alle Nazioni Unite come Rappresentante permanente nel 1970. Poco dopo, presentatosi come candidato alla Presidenza dell'Austria alle elezioni del 1971, ne uscì sconfitto.

### Segretario Generale delle Nazioni Unite

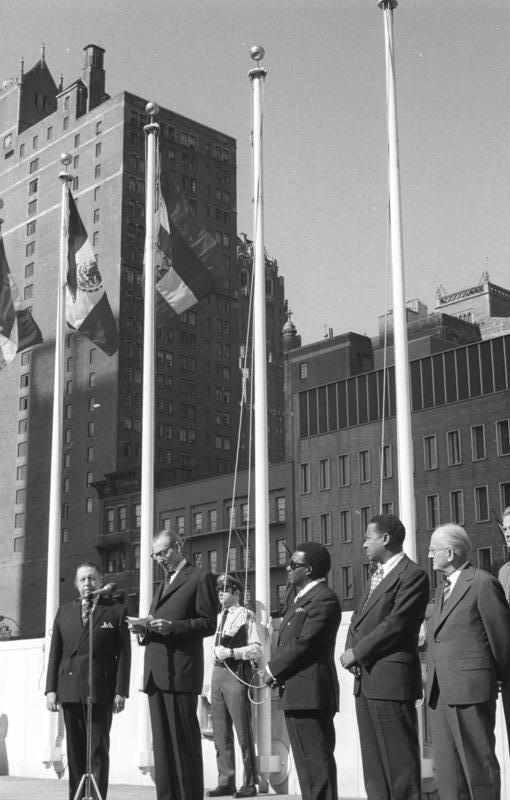
Kurt Waldheim come Segretario Generale delle Nazioni Unite (1973).

Dopo la sua sconfitta in patria, venne nominato Segretario Generale delle Nazioni Unite succedendo ad U Thant, nel medesimo anno.
In questa carica Waldheim organizzò un gran numero di conferenze internazionali sotto gli auspici delle Nazioni Unite. Queste comprendevano la terza sessione della Conferenza delle Nazioni Unite sul commercio e lo sviluppo (Santiago, aprile 1972), la Conferenza delle Nazioni Unite sull'Ambiente Umano (Stoccolma, giugno 1972), la terza Convenzione delle Nazioni Unite sul diritto del mare (Caracas, giugno 1974), la terza Conferenza sulla Popolazione (Bucarest, agosto 1974) e la Conferenza Mondiale sul Cibo (Roma, novembre 1974). Tuttavia i suoi sforzi diplomatici particolarmente nel Medio Oriente furono messi in ombra dalla diplomazia dell'allora Segretario di Stato degli Stati Uniti d'America, Henry Kissinger.
L'11 settembre 1972, il dittatore dell'Uganda, Idi Amin, inviò un telegramma a Waldheim, copie del quale giunsero a Yasser Arafat e Golda Meir. Nel telegramma, Amin plaudeva al massacro degli atleti israeliani a Monaco di Baviera, in occasione dei Giochi della XX Olimpiade, e affermava che la Germania era il luogo più appropriato per tale azione, avendo Hitler sterminato più di sei milioni di ebrei. Amin chiese anche «…di espellere Israele dalle Nazioni Unite e di inviare tutti gli ebrei di Israele in Gran Bretagna, che era colpevole di aver creato lo Stato di Israele» Fra le proteste internazionali, il portavoce delle Nazioni Unite disse [in una conferenza stampa] che non era uso del Segretario Generale delle Nazioni Unite commentare i telegrammi inviatigli dai capi di stato. Egli aggiunse che il Segretario generale condannava ogni forma di discriminazione razziale e di genocidio.
Dopo l'Operazione Entebbe del 7 luglio 1976 – quando un commando israeliano liberò più di 100 ebrei e cittadini israeliani tenuti prigionieri nell'aeroporto di Entebbe (il principale aeroporto dell'Uganda) da parte del Fronte Popolare per la Liberazione della Palestina e delle Cellule rivoluzionarie tedesche, combattenti protetti dal dittatore ugandese, che avevano dirottato un aereo; in quella occasione tutti i dirottatori, tre ostaggi e 45 soldati ugandesi furono uccisi. Waldheim descrisse questo raid come una «…grave violazione della sovranità nazionale di uno stato membro delle Nazioni Unite.»
Nel 1976 a Waldheim fu rinnovato l'incarico, nonostante una certa opposizione. Waldheim e l'allora Presidente degli Stati Uniti d'America, Jimmy Carter, prepararono una dichiarazione che fu posta nel Voyager Golden Record, oggi nelle profondità dello spazio cosmico.
Egli fu il primo Segretario Generale delle Nazioni Unite a visitare la Corea del Nord nel 1979. Nel 1980, Waldheim volò in Iran nel tentativo di negoziare il rilascio degli ostaggi statunitensi trattenuti a Teheran, ma l'Ayatollah Khomeini si rifiutò di riceverlo. Mentre si trovava a Tehran, venne annunciato che era stato sventato un attentato alla sua vita.
Verso la fine del suo mandato come Segretario Generale, Waldheim e Paul McCartney organizzarono una serie di concerti per il popolo di Kampuchea, per aiutare la Cambogia a rimediare ai danni provocati da Pol Pot. La Repubblica Popolare Cinese pose il veto alla candidatura di Waldheim per un terzo mandato, allo scopo di sostenere candidati del Terzo Mondo e la sua azione ebbe successo, poiché fu eletto il peruviano Javier Pérez de Cuéllar.

### Presidenza dell'Austria
Waldheim non era riuscito a farsi eleggere Presidente dell'Austria nel 1971, ma vi riuscì al suo secondo tentativo nel 1986. Al primo turno di quell'anno tuttavia i Verdi, guidati da Freda Meissner-Blau, ottennero un certo successo e fermarono Waldheim al 49,6 %. Nel secondo turno, l'8 giugno 1986, ottenne la presidenza. Intanto, durante la sua campagna elettorale nel 1985 nacquero polemiche, poi note come "Caso Waldheim".

### Ultimi anni e morte

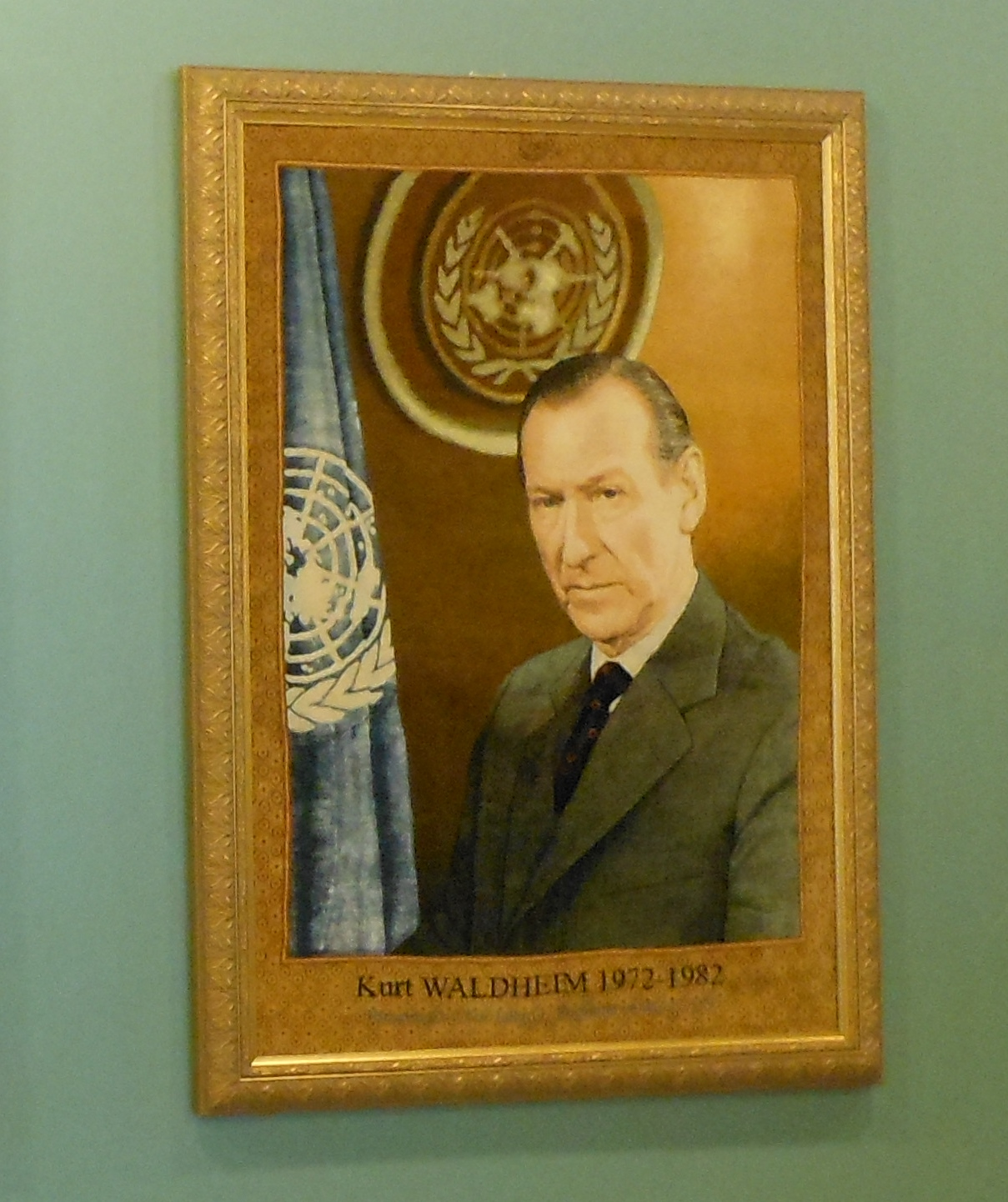
Ritratto di Waldheim su seta al quartier generale delle Nazioni Unite

Dopo che il suo mandato ebbe termine nel 1992, Waldheim non si candidò per la rielezione. Lo stesso anno divenne membro onorario della K.H.V. Welfia Klosterneuburg, una associazione studentesca cattolica . Nel 1994, Papa Giovanni Paolo II lo insignì del cavalierato dell'Ordine di Pio IX e la moglie di un'onorificenza pontificia. Morì il 14 giugno 2007 per un attacco di cuore. Il funerale ebbe luogo il 23 dello stesso mese nella Cattedrale di Santo Stefano a Vienna e la sua salma fu inumata nel sepolcro presidenziale nel cimitero centrale della capitale austriaca.
Nel suo discorso nella cattedrale il presidente federale Heinz Fischer dichiarò Waldheim "un grande austriaco", che era stato erroneamente accusato di aver commesso crimini di guerra. Fischer elogiò anche Waldheim per i suoi sforzi volti a risolvere le crisi internazionali e per il suo contributo alla pace nel mondo.
Per esplicita volontà di Waldheim, non fu invitato al funerale alcun capo di stato straniero, eccetto Giovanni Adamo II, principe del Liechtenstein. Fu anche presente Luis Durnwalder, Presidente della Provincia autonoma di Bolzano, nell'Alto Adige. Siria e Giappone furono le due uniche nazioni che deposero una corona. Ban Ki-moon, il Segretario Generale delle Nazioni Unite, inviò un messaggio vocale.
In una lettera di due pagine, pubblicata postuma dall'Agenzia di stampa austriaca il giorno dopo la sua morte, Waldheim ammise di aver "commesso errori" («…ma questi non erano certamente quelli di un seguace complice di un regime criminale») e chiese ai suoi critici di perdonarlo.

## Il Caso Waldheim

### Le rivelazioni sul passato militare di Waldheim
Prima della sua elezione a Presidente il giornalista investigativo Alfred Worm rivelò sul settimanale austriaco Profil , che Waldheim, nella sua autobiografia recentemente pubblicata, aveva compiuto diverse omissioni sul suo passato, relative al periodo fra il 1938 e il 1945.
Poco tempo dopo il Congresso Mondiale Ebraico sostenne che Waldheim aveva mentito circa il suo servizio militare come ufficiale a cavallo del corpo delle SA e sul suo periodo di servizio come ufficiale d'ordinanza nel Gruppo di Armate E a Salonicco in Grecia dal 1942 al 1943, sulla base delle informazioni raccolte dalla Commissione delle Nazioni Unite sui crimini di guerra. Waldheim definì queste affermazioni «…pure menzogne e atti malvagi».
Ciò non di meno egli ammise di essere stato a conoscenza di rappresaglie contro i partigiani: «Sì, io sapevo e ne ero inorridito. Ma che cosa avrei potuto fare? Io avrei dovuto continuare il mio servizio o venire fucilato.» Egli disse di non aver mai sparato un colpo né aver mai visto un partigiano.
Il suo precedente diretto superiore affermò che Waldheim era rimasto sempre confinato alla scrivania. L'ex cancelliere austriaco Bruno Kreisky, di origini ebraiche, denunciò l'operato del Congresso Mondiale Ebraico come «…una straordinaria infamia», aggiungendo che gli austriaci non «…avrebbero mai permesso agli ebrei residenti all'estero di dirci chi dovrebbe essere il nostro Presidente.»
Parte dei motivi di controversia fu il rifiuto austriaco di ammettere il proprio ruolo nell'Olocausto (molti capi nazisti, tra i quali lo stesso Hitler erano austriaci e l'Austria entrò a far parte del Terzo Reich). L'Austria si rifiutò di pagare compensazioni alle vittime del nazismo e dal 1970 in poi si rifiutò d'indagare sui cittadini austriaci che erano stati nazisti della prima ora.
I reperti artistici, sottratti agli ebrei, rimasero di proprietà pubblica fino a dopo il "Caso Waldheim".
Poiché le rivelazioni che condussero al "Caso Waldheim" divennero pubbliche poco prima dell'elezione presidenziale, vi furono polemiche circa la fondatezza delle accuse. Documenti declassificati della CIA mostrano che quest'ultima era a conoscenza del passato bellico di Waldheim fin dal 1945.
Informazioni riguardanti il passato di Waldheim durante la guerra erano state pubblicate dal giornale austriaco filotedesco, il Salzburger Volksblatt, durante la campagna per le elezioni presidenziali del 1971, comprese le affermazioni sulla sua appartenenza alle SS, ma la materia era probabilmente stata considerata poco importante se non vantaggiosa per il candidato di quel tempo. Si è affermato che il suo passato militare e le discrepanze emerse dalla sua autobiografia, Nell'occhio del ciclone, dovevano essere ben note ad entrambe le superpotenze prima che egli fosse eletto Segretario Generale delle Nazioni Unite, e vi furono poi dicerie che sostenevano che durante il suo periodo presso le Nazioni Unite, egli fosse stato sotto ricatto da parte del KGB.
Nel 1994, l'ex funzionario del Mossad, Victor Ostrovsky, ha sostenuto nel suo libro The Other Side of Deception che il Mossad avesse falsificato l'archivio dell'allora Segretario Generale dell'ONU per coinvolgerlo nei crimini perpetrati dai nazisti. Questi presunti falsi documenti furono successivamente "scoperti" da Benjamin Netanyahu nell'archivio delle Nazioni Unite e scatenarono il "Caso Waldheim".
Ostrovsky sostiene che tutto ciò avesse avuto origine a causa dell'atteggiamento critico di Waldheim verso Israele durante la guerra in Libano. Ostrovsky fu sommerso dalle critiche poiché molte delle sue rivelazioni non erano confermate da fonti, e si disse che gran parte del suo lavoro (The Other Side of Deception) fosse frutto di fantasia.
La precedente appartenenza di Ostrovsky al Mossad venne confermata quando il governo d'Israele tentò, senza successo, di bloccare la pubblicazione del libro.

### Il Comitato Internazionale di Storici e le asserzioni sui crimini di Guerra nazisti
In vista del procedere della controversia internazionale, il governo austriaco decise di incaricare un comitato internazionale di storici per esaminare la vita di Waldheim tra il 1938 e il 1945. Il loro rapporto sostenne che non vi era alcuna evidenza che Waldheim fosse stato coinvolto in questi crimini. Sebbene egli avesse dichiarato di non aver avuto consapevolezza che fossero stati perpetrati tali crimini, il comitato citò l'evidenza che egli doveva essere stato a conoscenza di tali crimini.
In risposta al diniego di Waldheim di esserne mai stato a conoscenza, Simon Wiesenthal era di stanza a 8 km da Salonicco mentre, nel corso di parecchie settimane, la comunità ebraica, che costituiva un terzo della popolazione della città, veniva inviata ad Auschwitz:
(Simon Wiesenthal "The Waldheim Case")
Wiesenthal affermò che il comitato non aveva trovato prove della partecipazione a crimini di guerra, ma che Waldheim era colpevole di aver mentito sui suoi trascorsi militari. Il Comitato internazionale concluse, nel febbraio 1988, che Waldheim non avrebbe potuto impedire ciò che stava accadendo in Iugoslavia e in Grecia, anche se ne fosse stato a conoscenza:

«In favore di Waldheim si può dire che egli avrebbe avuto minime possibilità di agire contro le ingiustizie che stavano accadendo. Comportamenti contro queste, a seconda del livello al quale si verificava la resistenza, erano di importanza molto diversa. Per un giovane membro dello staff, che non aveva alcuna autorità militare a livello di Gruppo di Armate, le possibilità di opporsi erano molto limitate e con molta probabilità non avrebbero sortito effetto alcuno. La resistenza si sarebbe limitata a una protesta formale o al rifiuto di continuare a prestare il servizio militare, che sarebbe parso un gesto coraggioso, ma non avrebbe condotto ad alcun risultato pratico».

### Visite all'estero
Nonostante la sua carica di presidente dell'Austria, Kurt Waldheim e sua moglie Elisabetta furono ufficialmente dichiarati 'personae non gratae' dagli Stati Uniti d'America.

## Opere
- Waldheim, Kurt, In the Eye of the Storm: The Memoirs of Kurt Waldheim, Londra, Weidenfeld and Nicolson, 1985, ISBN 0-297-78678-4.
- (DE) Kurt Waldheim, Die Antwort, 1966.
- Kurt Waldheim, The Austrian Example, 1971.
- Kurt Waldheim, The Challenge of Peace, 1977.
- Kurt Waldheim, Building the Future Order, 1985.